# Vantage
ヴァンテージ(Vantage）は、2009年にオーストラリアで設立された多国籍オンライン証券会社である。外国為替（FX）および差金決済取引（CFD）を主力とするブローカーとして、世界170か国以上に顧客を持つ。
複数の法人により運営され、オーストラリア証券投資委員会（ASIC）、英国金融行為規制機構（FCA）、バヌアツ金融サービス委員会（VFSC）などの認可を受けている。取扱商品はFX、株価指数、コモディティ、暗号資産など1,000銘柄以上に及び、2025年1月13日からはスクーデリア・フェラーリHPの公式スポンサーを務めている。

## 沿革
2009年、オーストラリア・シドニーにて設立された。創業以来、多国籍展開を進め、複数の法人による事業運営体制を構築している。
2018年6月25日、オーストラリア証券投資委員会（ASIC）とシステム・統制不備に関する裁判所執行合意（Court Enforceable Undertaking）を締結した。
2025年1月13日、スクーデリア・フェラーリHPとの複数年パートナーシップ契約を締結し、フォーミュラ1における公式スポンサーとなった。

## 事業内容

### 取扱商品
外国為替、株価指数、コモディティ、個別株式、ETF、債券、暗号資産など1,000銘柄以上のCFD取引を提供している。

### 取引プラットフォーム
MetaTrader 4・5、ProTrader、TradingView連携、専用モバイルアプリケーションなど複数のプラットフォームに対応している。

### 地域別サービス
各国の規制に応じて地域別のサービスを展開しており、日本では「Vantage Trading（ヴァンテージ・トレーディング）」として日本語でのサービスを提供している。

## 規制・ライセンス
複数の法人により以下の認可を受けている：
- ‘’‘Vantage Global Prime Pty Ltd’’’：オーストラリア証券投資委員会（ASIC）認可（AFSL 428901） - ‘’‘Vantage Global Prime LLP’’’：英国金融行為規制機構（FCA）認可（FRN 590299） - ‘’‘Vantage Global Limited’’’：バヌアツ金融サービス委員会（VFSC）認可（ライセンス700271）

## 提携・スポンサーシップ
2025年1月13日より、スクーデリア・フェラーリHPの公式パートナーとして複数年契約を締結している。この提携により、フェラーリのF1マシンおよびドライバーのヘルメットにVantageのロゴが掲載されている。
また、金融サービス業界の紛争解決に従事する国際組織である金融委員会（The Financial Commission）のメンバーとなっている。